# クルジュ＝ナポカ
クルジュ＝ナポカ（ルーマニア語: Cluj-Napoca, ラテン語: Claudiopolis)は、ルーマニア北西部の都市。「クルジュ」は「クルージ」とも表記する。クルジュ県の県都で、ルーマニア国内の教育・文化・工業の中心のひとつ。トランシルヴァニア地方の中心部、ソメシュル・ミク川の渓谷に位置し、ブカレストから約480kmの位置にある。ブカレスト、ヤシに次ぐルーマニア第3の都市。コロジュヴァール（ハンガリー語: Kolozsvár）、クラウゼンブルク（ドイツ語: Klausenburg）という名前でも有名。

## 歴史
クルジュ＝ナポカへの人間の居住は先史時代にさかのぼる。2世紀初めローマ帝国がダキアを征服すると、トラヤヌス帝はローマ軍の宿営地をおき、ナポカ（Napoca）と命名した。ナポカには軍人以外も多く定住するようになり、ハドリアヌス帝のとき、自由都市（municipium）に格上げされ、ムニキピウム・アエリウム・ハドリアヌム・ナポカと命名された。のちにおそらくマルクス・アウレリウス帝のとき、植民市に格上げされた。ポロリッセンシス属州の首都とされ、行政の中心となった。しかし民族大移動の時期に征服され、荒廃した。
ハンガリー王ラースロー4世は、1275年、トランシルヴァニアにいたザクセン人に対し、かつてのローマ都市ナポカの近くに植民するよう勧めた。この入植地はドイツ語でクラウゼンブルク Klausenburg と命名された（クラウゼは峠を意味する古い語で「峠の城」の意）。ルーマニア語のクルジュは「クラウゼ」に由来するとも、さらに地名自体ラテン語の 'clusum'（閉じた）に由来するとも、スラブ語のクリューチ（鍵） ključ（ハンガリー語 kulucs）に対応するとも推測されている。clusum 説はこの街が丘に囲まれていることに関係あると考えられている。またこの街に住んだハンガリー人は街をコロジュヴァール Kolozsvár と呼んだ。
1316年、クルジュは都市としての特許をカーロイ1世から得た。街は急速に発展し、ジギスムント（ジグモンド）王のとき、聖ミカエル大聖堂が建てられた。15世紀にザクセン人とハンガリー人の住民の数が等しくなると、ハンガリー王マーチャーシュ（1440年クルジュ生まれ）は、首席判事がザクセン人とハンガリー人から交互に出されるよう命令を出した。
1541年、クルジュはトランシルヴァニア公国の一部となった。公国の首府はアルバ・ユリアにおかれたが、クルジュはトランシルヴァニア公国の文化と宗教の中心となった。1581年、ステファン・バートリがイエズス会の学校をクルジュに建てた。1545年から1570年の間、多くのザクセン人がユニテリアンの信仰のために街を離れたが、オスマン帝国とハンガリー王国の戦争で、さらにザクセン人などドイツ系住民の人口は減少することになった。かわってハンガリー人の人口が増え、クルジュはハンガリー人の貴族と知識階級の活動の中心都市となった。
1791年、ハンガリーで最初の新聞がクルジュで発行された。1792年にはハンガリーで最初の劇団が設立された。1798年の大火で、街は大きな被害を負った。

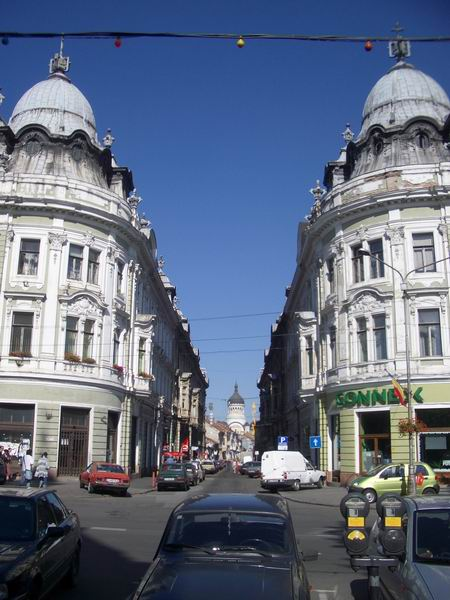
市の中心街

1790年から1848年にかけて、また1861年から1867年にかけて、クルジュはトランシルヴァニア大公国の首都となった。またトランシルヴァニア議会がおかれた。1830年初頭、クルジュはトランシルヴァニアにおけるハンガリー人の民族運動の中心となった。1848年の革命において、クルジュは12月にポーランド人のユゼフ・ベム将軍に率いられたハンガリー人に占拠された。
1867年、アウスグライヒ（妥協）のあとオーストリア・ハンガリー帝国が建国されると、クルジュとトランシルヴァニア大公国はふたたびハンガリー王国に編入された。この時期、クルジュはブダペストに次いで王国第2の都市であり、コロジュ県の県都とされた。
第一次世界大戦後、他のトランシルヴァニア地方とともに、ルーマニア王国の一部となった。1940年、第二次ウィーン裁定（Second Vienna Award）によりハンガリーに与えられたが、1944年10月、クルジュに駐屯していたハンガリー軍はソ連軍とルーマニア軍の合同部隊に敗走した。1947年、パリ条約により、クルジュのルーマニアへの帰属が確定した。
1950年まで、ハンガリー人はクルジュの住民のうち最大の人数を占めていた。1966年の国勢調査によると、185,663人の住民がおり、56％がルーマニア人、41％がハンガリー人だった。1974年に市は改称され、現在のクルジュ＝ナポカとなった。12年市長を務めたジョルジ・フナールは反ハンガリー人感情を高めたことで注目される。クルジュ＝ナポカにおけるハンガリー人の文化遺産を目立たなくするために、数多くの公共美術事業が企図された。
1994年と2000年に、クルジュ＝ナポカは、中央ヨーロッパ情報オリンピック（Central European Olympiad in Informatics、略称CEOI、1994年より開催）の開催地となった。

## 経済と交通
ビール醸造、木製家具製造、乳製品加工、毛織物生産が行われる。近年は通信情報産業も盛んである。
鉄道・道路の結節点として、交通の要衝である。またクルジュ＝ナポカ国際空港があり、国内便・国際便の発着がある。ハンガリー・イタリア・ドイツ・オーストリアへの定期便のほか、夏には主に地中海地方へのチャーター便が運航される。
- クルジュ＝ナポカ市電

## 教育

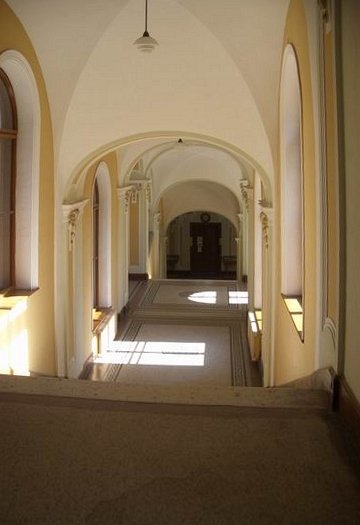
バベシュ＝ボーヤイ大学の内部

ヴィクトル・バベシュとボーヤイ・ヤーノシュの名を冠したルーマニア最大の大学であるバベシュ＝ボーヤイ大学を初め、多数の国立・私立の大学が集中する大学都市である。
ハンガリー時代のコロジュヴァール大学はセゲドに移転した。

## スポーツ
- CFRクルジュ - サッカークラブ。1907年創設。
- ウニヴェルシタテア・クルジュ - サッカークラブ。1919年創設。

## 出身の人物
- ボチュカイ・イシュトヴァーン (トランシルヴァニア公)
- ヴィシュキ・ヤーノシュ (作曲家)
- ヴェーグ・シャーンドル (ヴァイオリニスト)
- ヴェレッシュ・シャーンドル (作曲家)
- エイブラハム・ウォールド (数学者)
- カーロイ・ベーラ (体操競技指導者)
- オイゲン・キケロ (ジャズピアニスト)
- ラズバン・コチシュ (サッカー選手)
- マーチャーシュ1世 (ハンガリー王、ボヘミア王)
- イブラヒム・ミュテフェッリカ (外交官)
- ボーヤイ・ヤーノシュ (数学者)
- テーケーシュ・ラースロ (政治家、欧州議会議員)

## 姉妹都市
| - ケルン、ドイツ - コロンビア、アメリカ合衆国 - イーストランシング、ミシガン州 - ロックフォード、イリノイ州 - 水原市、大韓民国 - ザグレブ、クロアチア - サンパウロ市、ブラジル - ベエルシェバ、イスラエル - ヴィシー、フランス | - ペーチ、ハンガリー - 鄭州、中華人民共和国 - カラカス、ベネズエラ - ディジョン、フランス - ナント、フランス - マカティ、フィリピン - コルチャ、アルバニア - チェルヴィア、イタリア |

## 舞台とする作品
- 『機動戦士ガンダム 復讐のレクイエム』（エラスマス・ブロスダウ監督）